# اندیس گرانیت چشمه زیارت
گرانیت چشمه زیارت یک اندیس مصالح ساختمانی است که در حوالی شهر رندان استان سیستان و بلوچستان قرار دارد و مادهٔ معدنی موجود در آن، گرانیت است.سنگ میزبان این اندیس گرانیت است و دیرینگی آن به دوران پالئو- ائوسن می‌رسد. 